# Dardanus gemmatus
Dardanus gemmatus är en kräftdjursart som först beskrevs av H. Milne Edwards 1848.  Dardanus gemmatus ingår i släktet Dardanus, och familjen Diogenidae. Inga underarter finns listade.